# Comfrey
Comfrey é uma cidade localizada no estado americano de Minnesota, no Condado de Brown e Condado de Cottonwood.

## Demografia
Segundo o censo americano de 2000, a sua população era de 367 habitantes.
Em 2006, foi estimada uma população de 353, um decréscimo de 14 (-3.8%).

## Geografia
De acordo com o United States Census Bureau tem uma área de
1,1 km², dos quais 1,1 km² cobertos por terra e 0,0 km² cobertos por água. Comfrey localiza-se a aproximadamente 342 m acima do nível do mar.

## Localidades na vizinhança
O diagrama seguinte representa as localidades num raio de 20 km ao redor de Comfrey.